# غروتون (نيويورك)
غروتون (بالإنجليزية: Groton (town), New York)‏ هي بلدة أمريكية تقع في الولايات المتحدة في مقاطعة تومبكينز. يقدر عدد سكانها بـ 5,950 نسمة ومساحتها 128.4 كم2 وترتفع عن سطح البحر 515 متر.